# 白水溜池堰堤
白水溜池堰堤（はくすいためいけえんてい）は、大分県竹田市の大野川上流にある重力式コンクリート造及び石造の堰堤。
1999年（平成11年）5月13日に白水溜池堰堤水利施設として国の重要文化財に指定されている。通称、白水ダム。ただし、日本の河川法では、堤高が15m以上のものをダムとしているため、堤高が13.9mの白水溜池堰堤は正式にはダムではない。

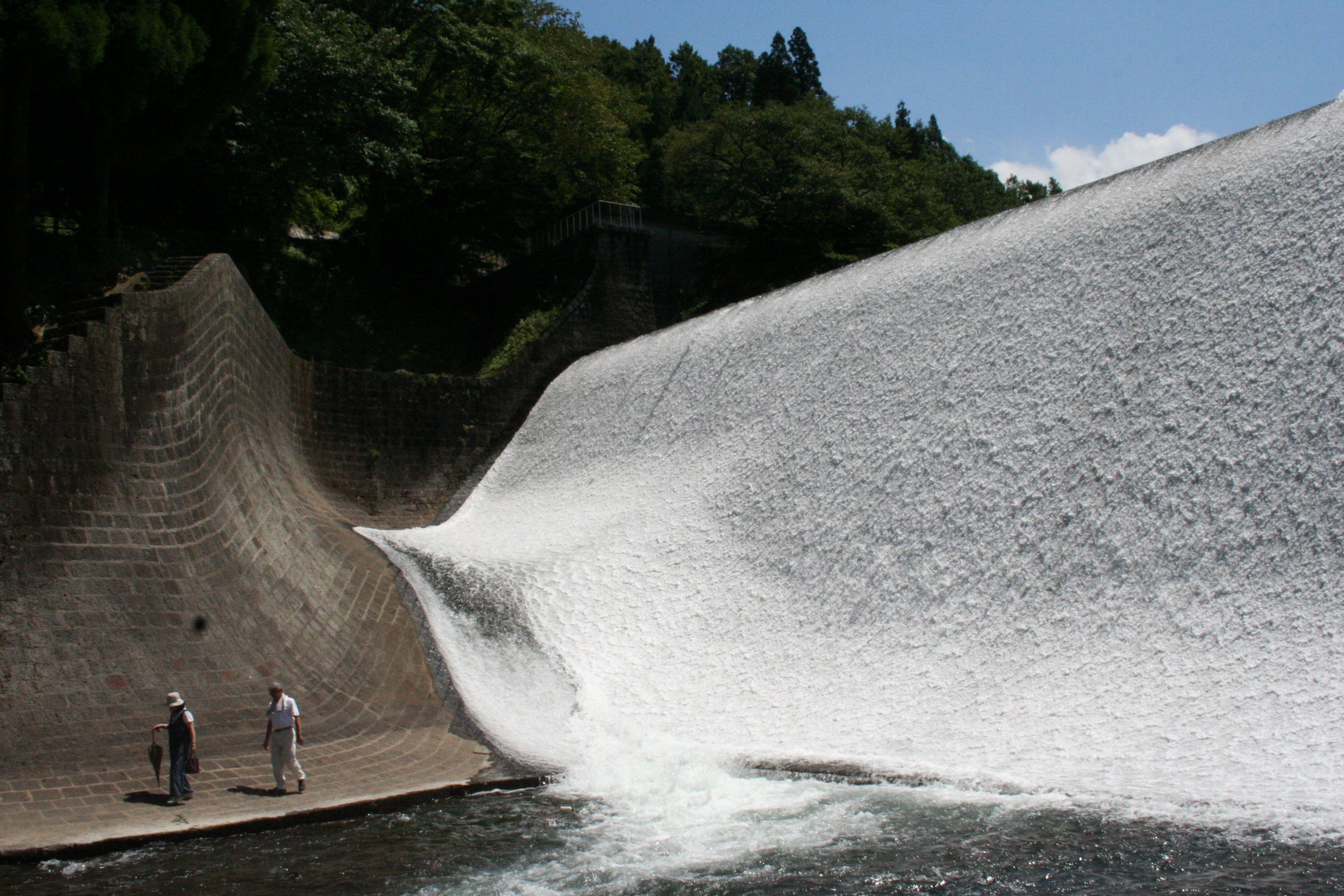
右岸端曲面流路

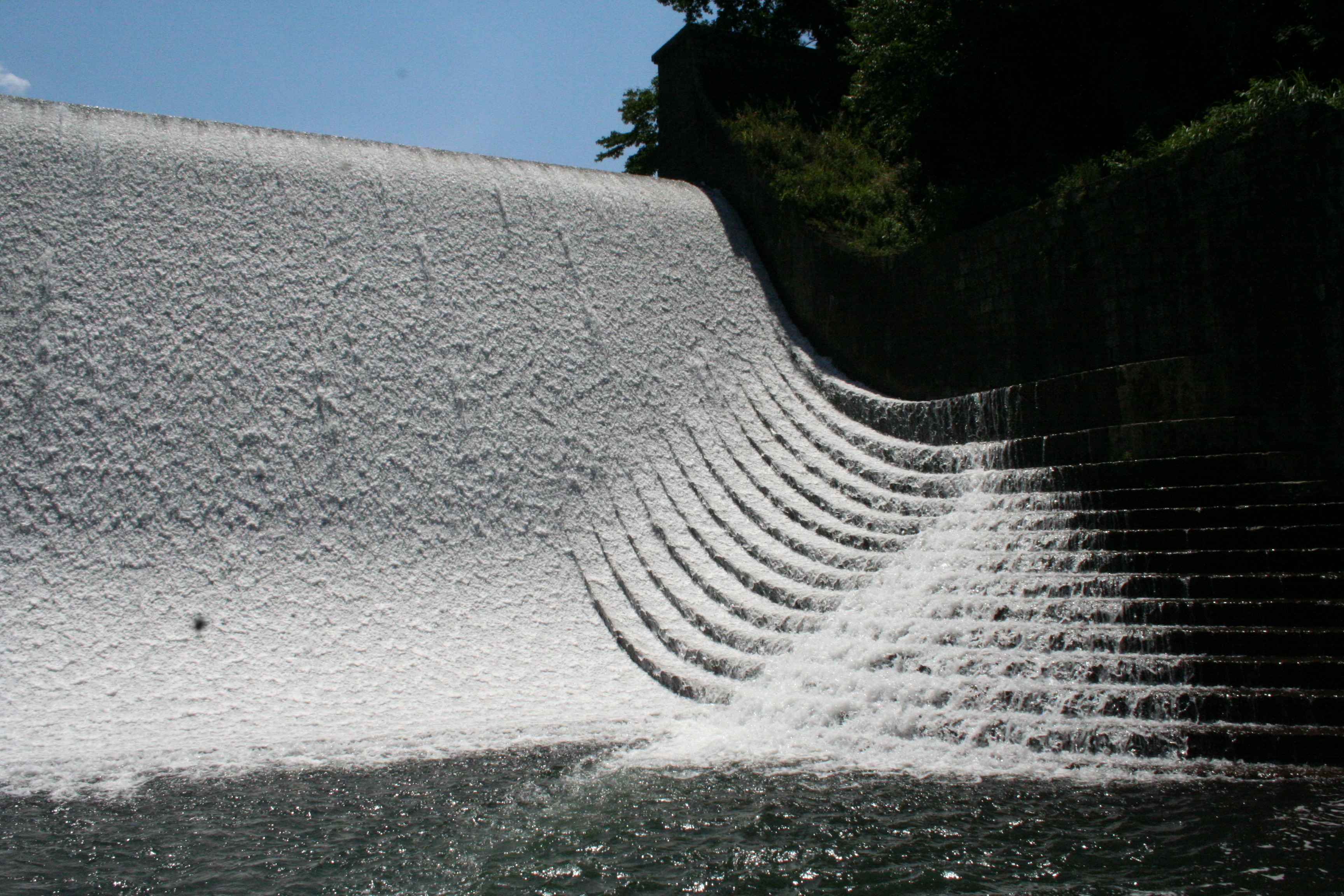
左岸端部階段状流路

## 概要
竹田市と豊後大野市緒方地区を流れる富士緒井路（ふじおいろ）の水量不足を解消するために設けられた堰堤。大分県の農業土木技師であった小野安夫の設計・監督により、1934年（昭和9年）4月に着工し、1938年（昭和13年）3月に竣工した。
[白水ダム周辺整備計画　鴫田駐車場・トイレ]で、2011年度グッドデザイン賞受賞。
越流型の重力式コンクリートダムで、表層は石造とされている。堰堤の両端部にはそれぞれの地形に応じて、右岸端部には武者返しの曲面流路、左岸端部には階段状の流路が設けられており、水流が強まると左右の流路からの水流が、中央部の水流を弱めるようになっている。竹田市周辺は阿蘇山周辺の火山性地質で地盤が脆弱であることから、落水時の衝撃による基礎部崩壊を回避するために曲面水路や両端の流路などが工夫された。
堰堤の転波列を越えて流れる水流や左右両端の流路が作り出す水流の美しさは高く評価されており、日本一美しいダムと評する研究者もいる。また、大分むぎ焼酎二階堂のCMでもこの堰堤の映像が使われている。なお、水量が少ない場合には堰堤を越えて流れ落ちる水流を見ることはできない。